# Condado de Henry (Indiana)
O Condado de Henry é um dos 92 condados do estado americano de Indiana. A sede do condado é New Castle, e sua maior cidade é New Castle. O condado possui uma área de 1 023 km² (dos quais 5 km² estão cobertos por água), uma população de 48 508 habitantes, e uma densidade populacional de 48 hab/km² (segundo o censo nacional de 2000). O condado foi fundado em 1822.